# サムアフト
サマルカンド・オートモビール・ファクトリー (ラテン文字:Samarkand Automobile Factory, ウズベク語: SamAvto / ООО СамАвто、ロシア語: ООО Самаркандский Автомобильный Завод) 、通称サムアフト (Samavto, SAF) はウズベキスタンのサマルカンドを拠点とするバス・トラック製造会社である。Samはサマルカンドの略称。サムアウトやサムオートとも呼ばれる。

## 沿革
サムアフトは1996年11月にウズアフトサノート (UZAVTOSANOAT) とトルコのコチュ財閥のジョイントベンチャー企業として設立され、1999年3月に製造を開始した。近年ではフォードの貨物トラックの生産ラインも置かれている。サムアフトでは4車種のバスと5車種のトラックを生産しており、それらのいくつかは国内だけでなく国外へも輸出されている。ランドローバーの生産も行う予定であると発表された。
2007年、サムアフトは日本のいすゞ自動車と伊藤忠商事が出資する形で国内の小型バスに関する契約を締結、いすゞ自動車により提供されたシャーシを利用した小型バスの生産を開始した。2011年には提携を強化、パス (CNGバス)だけでなくトラックの生産も開始されている。